# 윤경호
윤경호(1980년 7월 5일~)는 대한민국의 배우이다.

## 학력
- 서울답십리국민학교 (졸업)
- 동국대학교사범대학부속중학교 (졸업)
- 동국대학교사범대학부속고등학교 (졸업)
- 우석대학교 연극학과 (졸업)

## 출연작

### 영화
- 2006년 영화 《구세주》
- 2006년 영화 《애정결핍이 두 남자에게 미치는 영향》
- 2007년 영화 《스카우트》 ... K덩치 보스 역
- 2009년 영화 《낮술》 ... 친구 1 역
- 2009년 영화 《거칠고, 힘들고, 슬프다》 ... 필상 역
- 2010년 영화 《웨딩드레스》 ... 구급대원 2 역
- 2011년 영화 《세상에서 가장 아름다운 이별》 ... 방석집 남 역
- 2011년 영화 《완득이》 ... 재래시장 남자 3 역
- 2012년 영화 《나는 왕이로소이다》 ... 근배 역
- 2012년 영화 《시험비행》 ... 필상 역
- 2013년 영화 《고령화 가족》 ... 정육점 주인 역
- 2013년 영화 《관상》 ... 임운 역
- 2013년 영화 《소녀》 ... 거구담임 역
- 2014년 영화 《오빠가 돌아왔다》 ... 유도 관장 역
- 2014년 영화 《플랜맨》 ... 취한 아저씨 역
- 2014년 영화 《군도: 민란의 시대》 ... 조윤 노비 2 역
- 2014년 영화 《타짜: 신의 손》 ... 당구장 도박꾼 역
- 2015년 영화 《장수상회》 ... 순경 1 역
- 2015년 영화 《탐정: 더 비기닝》  ... 마 형사 역
- 2016년 영화 《검사외전》 ... 현석패거리 덩치 2 역
- 2016년 영화 《국가대표 2》 ... 주니어 대표팀 감독 역
- 2016년 영화 《목숨 건 연애》 ... 경찰서장 / 노덕술 역
- 2016년 영화 《반차》
- 2017년 영화 《그래, 가족》 ... 달주 역
- 2017년 영화 《마차 타고 고래고래》 ... 현우 역
- 2017년 영화 《리얼》 ... 브로커 역
- 2017년 영화 《옥자》 ... 미란도 직원 역
- 2017년 영화 《군함도》 ... 환쟁이 역
- 2018년 영화 《너의 결혼식》 ... 경찰서 형사 역
- 2018년 영화 《완벽한 타인》 ... 영배 역
- 2018년 영화 《다운》 ... 태원 역
- 2019년 영화 《말모이》 ... 안경점 사장 역
- 2019년 영화 《내안의 그놈》 ... 양동철 사장 역
- 2019년 영화 《사바하》 ... 축사주인 역
- 2019년 영화 《배심원들》 ... 조진식 역
- 2019년 영화 《가장 보통의 연애》 ... 김정수 역
- 2019년 영화 《시동》 ... 김동화 역
- 2020년 영화 《정직한 후보》 ... 봉만식 역
- 2021년 영화 《자산어보》 ... 문순득 역
- 2021년 영화 《아이들은 즐겁다》 ... 다이 아빠 역
- 2021년 영화 《모가디슈》 ... 안기부 요원 역
- 2021년 영화 《간호중》 ... 최정길 남편 역
- 2022년 영화 《킹메이커》 ... 김 부장 역
- 2022년 영화 《공기살인》 ... 서우식 역
- 2022년 영화 《니 부모 얼굴이 보고 싶다》 ... 검사 역
- 2022년 영화 《탄생》 ... 현석문 역
- 2022년 영화 《정직한 후보 2》 ... 봉만식 역
- 2022년 영화 《서울대작전》 ... 윤 소장 역(특별출연)
- 2023년 영화 《밀수》 ... 수사반장 역(우정출연)
- 2023년 영화 《길복순》 ... 교장 선생님 역
- 2023년 영화 《잠》 ... 정신과 의사 역
- 2023년 영화 《30일》 ... 배기배 역
- 2024년 영화 《필사의 추적》 ... 주린팡 역
- 2024년 영화 《외계+인 2부》 ... 삼식이 역
- 2024년 영화 《리볼버》 ... 양 변호사 역
- 2024년 영화 《필사의 추격》 ... 주린팡 역
- 2025년 영화 《좀비딸》 ... 조동배 역

### 드라마
- 《야인시대》 (2002년, SBS)
- 《골든크로스》 (2014년, KBS2)
- 《실종느와르 M》 (2015년, OCN) - 지하보도 노숙자 역
- 《오 나의 귀신님》 (2015년, tvN) - 감독 역
- 《마을 - 아치아라의 비밀》 (2015년, SBS) - 유흥업소 사장 역
- 《리멤버 - 아들의 전쟁》 (2016년, SBS) - 전갈문신 살인청부업자 역
- 《기억》 (2016년, tvN) - 김창수 역
- 《쓸쓸하고 찬란하神 - 도깨비》 (2016년, tvN) - 김우식 역
- 《보이스》 (2017년, OCN) - 윤필배 역
- 《듀얼》 (2017년, OCN) - 이형식 역
- 《비밀의 숲》 (2017년, tvN) - 강진섭 역
- 《청춘시대 2》 (2017년, JTBC) - 문효진의 남자친구 역
- 《드라마 스페셜 - 정 마담의 마지막 일주일》 (2017년, KBS2) - 은미 새 아빠 역
- 《마녀의 법정》 (2017년, KBS2) - 구석찬 역
- 《로봇이 아니야》 (2017년, MBC) - 보안팀장 역
- 《미스터 션샤인》 (2018년, tvN) - 장승구의 아버지 역
- 《여우각시별》 (2018년, SBS) - 진상고객 역
- 《왕이 된 남자》 (2019년, tvN) - 갑수 역
- 《트랩》 (2019년, OCN) - 마스터 윤 역
- 《자백》 (2019년, tvN) - 조기탁 / 허재만 역
- 《악마가 너의 이름을 부를 때》 (2019년, tvN) - 강필성 역
- 《싸이코패스 다이어리》 (2019년, tvN) - 특별출연
- 《드라마 스테이지 - 오우거》 (2019년, tvN) - 금사장 역
- 《이태원 클라쓰》 (2020년, JTBC) - 오병헌 역
- 《번외수사》 (2020년, OCN) - 태디 정 /정태적 역
- 《낮과 밤》 (2020년, tvN) - 이지욱 역
- 《빈센조》 (2021년, tvN) - 남신배 역(특별출연)
- 《크라임 퍼즐》 (2021년, 웹드라마) - 김판호 역
- 《그린마더스 클럽》 (2022년, JTBC) - 이만수 역
- 《안나라수마나라》 (2022년, Netflix) - 편의점 사장 역
- 《클리닝 업》 (2022년, JTBC) - 오동주 역
- 《최악의 악》 (2023년, Disney+) - 황민구 역
- 《비질란테》 (2023년, Disney+) - 김삼두 역
- 《이토록 친밀한 배신자》 (2024년, MBC) - 오정환 역
- 《중증외상센터》 (2025년, Netflix) - 한유림 역
- 《취사병 전설이 되다》 (2026년, SBS) - 박재영 역

### 웹예능
- 《집대성》(2025년, 유튜브) - 게스트

### 광고
- 2019년 현대자동차 그랜저
- 2022년 현대모비스

### 뮤직비디오
- 2002년 임창정 - 슬픈 혼잣말

## 수상 및 후보
| 연도 | 시상식                   | 부문                 | 작품                 | 결과 |
| ---- | ------------------------ | -------------------- | -------------------- | ---- |
| 2019 | 제39회 황금촬영상        | 최우수 남우조연상    | 완벽한 타인          | 수상 |
| 2022 | 제8회 에이판 스타 어워즈 | 남자 연기상          | 마이 네임            | 후보 |
| 2024 | MBC 연기대상             | 남자 조연상          | 이토록 친밀한 배신자 | 후보 |
| 2025 | 제61회 백상예술대상      | 방송부문 남자 조연상 | 중증외상센터         | 후보 |
| 2025 | 제4회 청룡 시리즈 어워즈 | 남우조연상           | 중증외상센터         | 후보 |